# Visuvesi (tätort)
Visuvesi är en tätort (finska: taajama) i Ruovesi kommun i landskapet Birkaland i Finland. Vid tätortsavgränsningen den 31 december 2021 hade Visuvesi 280 invånare och omfattade en landareal av 1,84 kvadratkilometer.